# Marta Jarczewska
Marta Jarczewska (ur. 22 listopada 1990 w Brzegu Dolnym) – polska aktorka filmowa, telewizyjna i teatralna. Absolwentka Państwowej Wyższej Szkoły Filmowej, Telewizyjnej i Teatralnej im. Leona Schillera w Łodzi.

## Życiorys
W 2006 roku ukończyła edukację w Szkole Muzycznej I Stopnia im. Grażyny Bacewicz we Wrocławiu, W 2014 – studia na wydziale aktorskim Państwowej Wyższej Szkoły Filmowej, Telewizyjnej i Teatralnej w  Łodzi. Współzałożycielka Teatru Zamiast, występowała w Teatrze Szwalnia i w spektaklach dyplomowych w Teatrze Studyjnym. W ramach 31 Festiwalu Szkół Teatralnych w Łodzi zdobyła nagrodę za rolę Dżiny w spektaklu Dwoje biednych Rumunów mówiących po polsku. Laureatka Złotej Maski za sezon 2014/2015 za Najlepszy Debiut Aktorski w spektaklu Oś w reżyserii Filipa Gieldona.

## Role filmowe i teatralne

### Film
- 2010: On., (PWSFTviT, reż. Joanna Smolarczyk)
- 2008: Golgota Wrocławska jako Krysia (Teatr Telewizji, reż. Jan Komasa)

### Seriale telewizyjne
- 2019: Mały Zgon jako Włoszka 2 (reż. Juliusz Machulski)
- 2018-2019: Ślad jako Kinga Bielska[4]
- 2018: W rytmie serca jako recepcjonistka w Klinice Ginekologicznej Femina w Kazimierzu Dolnym (odc. 25)[5]
- 2017: Komisarz Alex jako Magda z urzędu pracy (odc. 117)[5]
- 2013: Komisarz Alex jako Patrycja Gradoń (odc. 28)[5]

### Role teatralne
Źródło:
- 2019 Wykapany Zięć reż. Paweł Szkotak, rola: Marta, Teatr Powszechny w Łodzi, data premiery: 21.09.2019
- 2019 Manewry Weselne reż. Jakub Przebindowski, rola: Mandy, Teatr Powszechny w Łodzi, data premiery: 12.01.2019
- 2018 Siedemnaście reż. Ewa Pilawska, rola: Marta, Teatr Powszechny w Łodzi, data premiery: 7.06.2018
- 2018 Siódmy Anioł reż. Maciej Wojtyszko, Teatr Powszechny w Łodzi, data premiery: 21.04.2018
- 2017 Wszystko w rodzinie reż. Giovanny Castellanos, rola: Rosemary Mortimore, Teatr Powszechny w Łodzi, data premiery: 31.12.2017
- 2017 Ostatni Świadkowie. Reż. Arkadiusz Wójcik, rola: Wszystkie Jacqueline Kennedy; spektakl wieńczący warsztaty z seniorami ze stowarzyszenia „Jesteśmy” oraz podopiecznymi stowarzyszenia MONAR; Teatr Powszechny w Łodzi, data premiery: 24.07.2017
- 2017 Dryl Wojciech Bruszewski, reż. Marta Strker, rola: Aktorka, Teatr Powszechny w Łodzi, data premiery: 24.06.2017
- 2017 Kłamstewka Joe DiPietro, reż. Ewa Pilawska, Teatr dla niewidomych i słabowidzących w Teatrze Powszechnym w Łodzi, rola: Jane; data premiery:23 lutego 2017
- 2017 Żona potrzebna od zaraz Edward Taylor, reż. Jakub Przebindowski; rola: Nancy McGregor, Teatr Powszechny w Łodzi, data premiery: 14 stycznia 2017
- 2016 Żona potrzebna od zaraz Edward Taylor, reż. Ewa Pilawska, Teatr dla niewidomych i słabo widzących w Teatrze Powszechnym w Łodzi, rola: Nancy McGregor, data premiery: 21 czerwca 2016
- 2016 Impreza John Retallack, reż. Andrzej Jakubas i Jarosław Staniek, rola: Suzy, Teatr Powszechny w Łodzi, data prapremiery: 11 czerwca 2016
- 2016 Impreza John Retallack, reż. Ewa Pilawska, Teatr dla niewidomych i słabo widzących w Teatrze Powszechnym w Łodzi, rola: Suzy, data premiery: 11 maja 2016
- 2016 Tango Łódź R. Paczocha, reż. Adam Orzechowski, rola: włókniarka / grabarz / przodownica pracy, Teatr Powszechny w Łodzi, data prapremiery: 24 kwietnia 2016
- 2016 Ony Marta Guśniowska, reż. Ewa Pilawska, Andrzej Jakubas, rola zbiorowa, Teatr Powszechny w Łodzi, data premiery: 28 lutego 2016
- 2016 Pomoc domowa M. Camoletti, reż. Jakub Przebindowski, rola: Olga, Teatr Powszechny w Łodzi, data premiery: 16 stycznia 2016
- 2015 Wszystko w rodzinie R. Cooney, reż. Ewa Pilawska, rola: siostra oddziałowa, Teatr dla niewidomych i słabo widzących w Teatrze Powszechnym w Łodzi, data premiery: 25 listopada 2015
- 2015 Oczy nieba D. Almond, reż. Andrzej Jakubas, rola:, Teatr Powszechny w Łodzi, data premiery: 13 czerwca 2015
- 2015 Oczy nieba D.Almond, reż. Ewa Pilawska, rola:, Teatr dla niewidomych i słabo widzących w Teatrze Powszechnym w Łodzi, data premiery: 20 maja 2015
- 2015 Zakochajmy się R. Hawdon, reż. Ewa Pilawska, rola:, Teatr dla niewidomych i słabo widzących w Teatrze Powszechnym w Łodzi, data premiery: 29 kwietnia 2015
- 2015 Wytwórnia piosenek M. Karpiński, M. Wojtyszko, reż. Maciej i Adam Wojtyszko, rola: Greta, Teatr Powszechny w Łodzi, data premiery: 11 kwietnia 2015
- 2015 Oś A. Osiecka, reż. Filip Gieldon, rola: Ona, Teatr Powszechny w Łodzi, data premiery: 21 lutego 2015
- 2014 Rycerz Niezłomny, albo niewola Księżniczki Parekselencji[3] M. Wojtyszko, reż. Ewa Pilawska, Teatr dla niewidomych i słabo widzących w Teatrze Powszechnym w Łodzi, data premiery: 17 grudnia 2014
- 2014 Najdroższy F. Veber, reż. Ewa Pilawska, rola:, Teatr dla niewidomych i słabo widzących w Teatrze Powszechnym w Łodzi, data premiery: 3 grudnia 2014
- 2014 Hotel Minister R. Cooney, reż. Giovanny Castellanos, rola: Pamela, Teatr Powszechny w Łodzi, data premiery: 11 października 2014
- 2014 Miasto Ł reż. Magdalena Drab, rola: Anita, Teatr Zamiast, Łódź
- 2014 Targowisko, czyli historia rozkładu pana H reż. Magdalena Drab, rola: Lila, Teatr Zamiast, Łódź
- 2013 Matka Joannie reż. Marcin Brzozowski, Rola: Karczmarka, Teatr Szwalnia, Łódź
- 2013 Dwoje biedych rumunów mówiących po polsku Doroty Masłowskiej, reż. Małgorzata Bogajewska, rola: Dżina, Teatr Studyjny, Łódź
- 2013 Bieżeńcy reż. Marcin Brzozowski, Teatr Szwalnia, Łódź
- 2012 Dyplom z miłości reż. Robert Gliński (spektakl muzyczny), Teatr Studyjny, Łódź
- 2012 Rainin'Blues reż. Adam Kupaj (spektakl muzyczny), Teatr Studyjny, Łódź
- 2012 Ferdydurke Witolda Gombrowicza, opieka Michał Staszczak, rola: Marcyśka, PWSFTviT, Łódź
- 2012 Ślub Witolda Gombrowicza, opieka Waldemar Zawodziński, rola: Matka, Mańka, PWSFTviT, Łódź
- 2011 Śluby Panieńskie Aleksandra Fredro, opieka Wojciech Malajkat, rola: Klara, PWSFTviT, Łódź
- 2011 Wesele Stanisława Wyspiańskiego,opieka Ewa Mirowska, rola: Radczyni, PWSFTviT,  Łódź[3]
- 2011 Szklana menażeria Tenessee Wiliams, opieka Marcin Brzozowski, rola: Amanda PWSFTviT, Łódź[3]

### Etiudy
Źródło:
- 2013: Wildflower (PWSFTviT, reż. Cansu Boguslu)
- 2013: Okruchy (PWSFTviT, reż. Aleksander Prugar)
- 2012: Heavy wings (PWSFTviT, reż. Cansu Boguslu, Igor Chojna)
- 2012: Warzywa i owoce (PWSFTviT, reż. Filip Plewiński ,Aniela Gabryel)
- 2012: Spot reklamujący 30 Festiwal Szkół Teatralnych w Łodzi (PWSFTviT, reż. Barbara Szewczyk)
- 2011: Red Lili (PWSFTviT, reż. Róża Misztela)
- 2010: 12 metrów (PWSFTviT, reż. Róża Misztela)
- 2010: Pożegnanie (PWSFTviT, reż. Magdalena Jaroszewicz, Piotr Matysiak)
- 2009: Rola w Czołówka programu Ponton Kultury (PWSFTviT, reż. Marta Kacprzyk)
- 2009: Rola w Mieszkanie 14 (PWSFTviT, reż. Filip Gieldon)

## Nagrody, wyróżnienia
- 2015: Łódzka Złota Maska za najlepszy debiut aktorski w sezonie 2014/2015 za rolę w spektaklu Oś na scenie Teatru Powszechnego w Łodzi[3][5][6]
- 2014: Łódzka Złota Maska za najważniejsze wydarzenie na scenie off w sezonie 2013/2014 i nową energię w mieście – Teatr Zamiast w Łodzi[3][5]
- 2013: Nagroda i wyróżnienie za rolę Dżiny w spektaklu Dwoje biednych Rumunów mówiących po polsku na 31. Festiwalu Szkół Teatralnych w Łodzi[3]